# دانه‌خوار نوک‌طوطی
دانه‌خوار نوک‌طوطی (نام علمی: Sporophila peruviana) نام یک گونه از سرده دانه‌خوارهای اصلی است.